# Gran Premio Internazionale di Venezia
Il Gran Premio Internazionale di Venezia è un prestigioso riconoscimento istituito nel 1947, che celebra l’eccellenza in vari ambiti della società italiana e internazionale. Nato nel secondo dopoguerra, il premio ha assunto nel tempo diverse denominazioni: inizialmente noto come Gran Premio Internazionale di Venezia (1947-1948), divenne Leone di San Marco tra il 1949 e il 1953, per poi adottare definitivamente il nome di Leone d’oro nel 1954.

## Storia e significato
Il premio trae ispirazione dal leone alato di San Marco, simbolo millenario della città di Venezia e della sua tradizione artistica e culturale. Fin dalla sua istituzione, il Gran Premio ha avuto l’obiettivo di riconoscere e valorizzare individui e organizzazioni che si sono distinti per il loro contributo alla crescita economica, civile e culturale della società. 

## Categorie e ambiti di premiazione
Il Gran Premio Internazionale di Venezia assegna il Leone d’oro in diverse categorie, tra cui: 
- Arti e cultura: premiando artisti, musicisti, attori e altre figure del mondo culturale.
- Imprenditoria: riconoscendo aziende e imprenditori che hanno contribuito significativamente allo sviluppo economico.
- Scienza e medicina: onorando ricercatori e professionisti per le loro scoperte e innovazioni.
- Sport: celebrando atleti e personalità sportive per i loro successi e l’impatto sociale.
- Diplomazia e pace: attribuendo il Leone d’oro per la Pace a coloro che si sono distinti nella promozione della pace e delle relazioni internazionali.

## Cerimonie e sedi
Le cerimonie di premiazione si svolgono in luoghi istituzionali di rilievo, come il Palazzo della Regione del Veneto e il Senato della Repubblica Italiana, sottolineando l’importanza e la solennità dell’evento. 

## Edizione 2025
Nell’edizione del 2025, il Gran Premio ha premiato diverse personalità di spicco:
- Luciano Ligabue: cantautore italiano, per il suo contributo alla musica.
- Alessandra Locatelli: ministro per la Disabilità, per il suo impegno istituzionale.
- Iginio Massari: maestro pasticcere, per l’eccellenza nella gastronomia.
- Pierluigi Pardo: giornalista sportivo, per la sua carriera nel giornalismo.
- Franco Pepe: chef pizzaiolo, per l’innovazione nella cucina italiana.

## Organizzazione
Il premio è organizzato dall’Associazione Accademia del Leone d’oro, con sede a Venezia, che si occupa della selezione dei candidati e dell’organizzazione delle cerimonie.